# Log pri Vrhovem
Log pri Vrhovem je naselje v Občini Radeče.